# Jean-Louis Beaucarnot
Jean-Louis Beaucarnot, né le 19 septembre 1953 à Saint-Symphorien-de-Marmagne (Saône-et-Loire), est un généalogiste, journaliste et auteur français. Il est notamment connu du grand public pour ses émissions de radio. Ses best sellers et ses émissions lui ont valu d'être surnommé « le pape de la Généalogie » (L'Express, 1999),.

## Biographie

### Formation
Jean-Louis Beaucarnot a grandi à Saint-Symphorien-de-Marmagne, un village de Bourgogne, en Saône-et-Loire. Il est titulaire d'un diplôme d'études approfondies en histoire du droit (1976).

### Carrière
ll publie, en 1978, ses premiers livres, à compte d’auteur.
Producteur d'émission, il lance ensuite une rubrique de généalogie sur France Inter.
Journaliste, il fonde en 1982  Généalogie Magazine. Il est également conseiller de la rédaction de La Revue française de généalogie et coordonnateur scientifique de la Biennale de Généalogie et d'Histoire des Familles. 
En 1993, il fonde une entreprise nommée Broceliande.
Il est producteur et animateur de plusieurs émissions de radio et de télévision, notamment : Allons Z'ancêtres, sur les noms de famille et la généalogie, sur Radio Bleue, le dimanche, de 1986 à2001, sur France 2, France Inter[réf. nécessaire], tout en étant chroniqueur sur RTL de 1989 à 2001, puis producteur sur Europe 1 de 2002 à 2008. 
Il est aussi connu pour ses livres, tels que Les Noms de famille et leurs secrets, en 1988, Comment vivaient nos ancêtres, en 2002 ... comme aussi pour ses travaux sur des personnalités du monde politique qui lui ont permis de révéler, à quelques jours de l'élection présidentielle de 2012, un cousinage entre Nicolas Sarkozy et François Hollande. 
Membre du SYGENE (Syndicat des généalogistes de France), conseiller de Christian Jacob au ministère de la Famille (2003-2005), il a enseigné la généalogie à l'École nationale des chartes.

## Publications
- L'Odyssée des familles, 1978
- Dictionnaires des familles, 1979
- Chasseur d'ancêtres, 1980
- Comment retrouver vos origines
- Drôle d'ancêtres, 1981
- Entre Arnoux et Bourbince. Albums généalogiques, 1983
- Les Schneider, une dynastie, 1986
- Le Livre d'or de notre famille, 1986
- Les Noms de familles et leurs secrets, Éditions Robert Laffont, 1988 (350 000 exemplaires)
- Ainsi vivaient nos ancêtres, de leurs coutumes à nos habitudes, 1989
- Les Prénoms et leurs secrets, Éditions Denoël, 1989
- Votre arbre généalogique, Éditions Denoël, 1989
- Histoire de familles, Éditions Denoël, 1990
- La Généalogie facile, Éditions Marabout, 1992 réédité en 2002, no 1512,  (ISBN 2-501-02649-7)
- Vous et votre nom, Éditions Robert Laffont, 1992
- ABC de la généalogie, Marabout, 1992, repris sous le titre La Généalogie facile, 1996
- Quand nos ancêtres partaient pour l'aventure, Lattès, 1997
- La Généalogie, Que sais-je ? no 917, PUF, 1997 (plusieurs rééditions)
- Comment résoudre les blocages en généalogie ?, Éditions Brocéliande, 1998
- Trésors et Secrets de la généalogie, éditions Jean-Claude Lattès, 1998
- Éditeur du 36.17 RACINA (localisation de plus de 200 000 patronymes avant la Révolution et assistance généalogique sur minitel)
- Nom de noms !, Calmann-Lévy, 1998
- Comment résoudre les blocages en généalogie, Brocéliande, 2000
- La Généalogie, mode d'emploi, Marabout, 2002
- D'où vient ton nom ?, Albin Michel, 2002
- Qui étaient nos ancêtres ?, Lattès, 2002
- Laissez parler les noms !, Lattès, 2004
- Comment vivaient nos ancêtres, Lattès, 2006
- Réussir sa généalogie (avec la collaboration du cabinet Coutot-Roehrig), Marabout, octobre 2006
- Entrons chez nos ancêtres, Lattès, 2010
- Le Tout Politique, L'Archipel, 2011 ; édition augmentée en 2022
- Les Noms de famille et leurs secrets, Robert Laffont, 2013
- Dictionnaire étonnant des célébrités, Éditions First (d), 2015
- Le Dico des politiques, L'Archipel, 2016 [9]

## Décorations
- Officier de l'ordre des Arts et des Lettres en 2000[10]
- Chevalier de la Légion d'honneur

## Pour approfondir